# Sas Puntas
Das Hypogäum von Sas Puntas ist ein Felsgrab mit Frontstele (italienisch Domus a prospetto architettonico) bei Tissi, südlich von Sassari, im Logudoro in der Metropolitanstadt Sassari auf Sardinien.
Sas Puntas ist eines von etwa 50 prähistorischen Felsengräbern mit einer in Fels gehauenen Frontstele, wie sie ansonsten für die Gigantengräber der Insel typisch ist. Derartige Orthostatengräber (eigentlich Orthostaten imitierende Gräber) sind in den Kalksteingebieten des Logudoro häufiger anzutreffen: Campu Luntanu, Mesu ’e Montes, Molafa, Sa Figu, Sa Rocca und Su Lampu, Su Carralzu, Sos Furrighesos.
Die nach Osten ausgerichtete Anlage liegt in einer niedrigen Kalksteinwand, in der Mitte eines Hanges, der vor der Anlage eine Terrasse bildet, auf der etwas entfernt auch das Hypogäum von Monte Sant'Antiogu, bei Ossi liegt.
Sas Puntas ist gut erhalten und hat in der oben abgeschlagenen wuchtigen Portalstele einen schmalen hohen Zugang in eine Kammer mit alkovenartigen seitlichen Nischen. Neben der Frontstele liegt der große geglättete Bogen einer Exedraimitation. Über der Portalstele sind zwei Löcher für die Aufnahme von Baityloi eingearbeitet, zwischen denen sich eine große rechteckige Eintiefung unbekannter Funktion befindet.